# Campionati del mondo Ironman del 2001
I Campionati del mondo Ironman del 2001 furono vinti da Timothy DeBoom e Natascha Badmann.

## Ironman Hawaii - Classifica

### Uomini
| Pos. | Tempo   | Nome              | Paese         | Ripartizione tempi | Ripartizione tempi | Ripartizione tempi | Ripartizione tempi | Ripartizione tempi |
| Pos. | Tempo   | Nome              | Paese         | Nuoto              | T1                 | Bici               | T2                 | Corsa              |
| ---- | ------- | ----------------- | ------------- | ------------------ | ------------------ | ------------------ | ------------------ | ------------------ |
|      | 8:31:18 | Timothy DeBoom    | Stati Uniti   | 0:52:01            | 1:00               | 4:48:17            | 4:04               | 2:45:54            |
|      | 8:46:10 | Cameron Brown     | Nuova Zelanda | 0:52:16            | 1:04               | 4:53:29            | 1:14               | 2:58:05            |
|      | 8:47:40 | Thomas Hellriegel | Germania      | 0:55:35            | 1:33               | 4:47:42            | 1:24               | 3:01:25            |
| 4    | 8:49:43 | Normann Stadler   | Germania      | 0:56:14            | 1:11               | 4:45:13            | 1:06               | 3:05:57            |
| 5    | 8:49:49 | Lothar Leder      | Germania      | 0:52:08            | 1:00               | 4:56:01            | 0:57               | 2:59:42            |
| 6    | 8:51:19 | Marc Herremans    | Belgio        | 0:54:06            | 1:20               | 4:58:25            | 1:27               | 2:55:59            |
| 7    | 8:53:00 | Andreas Niedrig   | Germania      | 0:52:13            | 1:15               | 4:53:26            | 1:21               | 3:04:44            |
| 8    | 8:55:33 | Cameron Widoff    | Stati Uniti   | 0:54:01            | 1:00               | 5:02:04            | 1:06               | 2:57:20            |
| 9    | 8:56:28 | Steve Larsen      | Stati Uniti   | 1:00:45            | 1:46               | 4:33:32            | 1:14               | 3:19:09            |
| 10   | 8:57:30 | Cristoph Mauch    | Svizzera      | 0:54:03            | 1:06               | 5:02:42            | 1:26               | 2:58:10            |

### Donne
| Pos. | Tempo    | Nome               | Paese       | Ripartizione tempi | Ripartizione tempi | Ripartizione tempi | Ripartizione tempi | Ripartizione tempi |
| Pos. | Tempo    | Nome               | Paese       | Nuoto              | T1                 | Bici               | T2                 | Corsa              |
| ---- | -------- | ------------------ | ----------- | ------------------ | ------------------ | ------------------ | ------------------ | ------------------ |
|      | 9:28:37  | Natascha Badmann   | Svizzera    | 0:59:55            | 1:30               | 5:16:07            | 1:30               | 3:09:33            |
|      | 9:32:59  | Lori Bowden        | Canada      | 1:01:04            | 1:17               | 5:25:55            | 1:32               | 3:03:09            |
|      | 9:41:01  | Nina Kraft         | Germania    | 0:54:09            | 1:45               | 5:29:30            | 1:16               | 3:14:18            |
| 4    | 9:41:35  | Paula Newby-Fraser | Zimbabwe    | 0:56:31            | 1:35               | 5:28:42            | 1:50               | 3:12:55            |
| 5    | 9:48:34  | Karen Smyers       | Stati Uniti | 0:56:56            | 1:27               | 5:29:19            | 1:20               | 3:19:31            |
| 6    | 9:51:20  | Fernanda Keller    | Brasile     | 0:58:37            | 0:48               | 5:32:40            | 1:00               | 3:18:13            |
| 7    | 9:57:33  | Wendy Ingraham     | Stati Uniti | 0:52:15            | 1:17               | 5:34:10            | 2:15               | 3:27:34            |
| 8    | 9:57:36  | Gina Kehr          | Stati Uniti | 0:53:15            | 1:15               | 5:39:14            | 0:52               | 3:22:57            |
| 9    | 10:00:58 | Heather Fuhr       | Canada      | 1:04:48            | 1:29               | 5:46:06            | 1:14               | 3:07:19            |
| 10   | 10:03:30 | Jill Savege        | Canada      | 0:52:11            | 1:22               | 5:51:59            | 2:17               | 3:15:39            |

## Ironman - Risultati della serie

### Uomini
| Evento    | Oro             | Tempo   | Argento       | Tempo   | Bronzo            | Tempo   |
| Australia | Normann Stadler | 8:30:23 | Jason Shortis | 8:41:58 | Garrett MacFadyen | 8:45:30 |

### Donne
| Evento    | Oro         | Tempo   | Argento         | Tempo   | Bronzo     | Tempo   |
| Australia | Lori Bowden | 9:00:19 | Belinda Granger | 9:32:30 | Yoko Okuda | 9:34:41 |

## Calendario competizioni
| Progr. | Data          | Evento            | Sede                                   | Nazione   |
| ------ | ------------- | ----------------- | -------------------------------------- | --------- |
| 1      | 8 aprile 2001 | Ironman Australia | Forster/Tuncurry, Nuovo Galles del Sud | Australia |